# Кедюлич Іван
Кедюлич Іван Михайлович (псевдо: «Довбня», «Чубчик»; 8 грудня 1912, м. Перечин, Закарпаття — 1 серпня 1945, біля с. Лісники, Бережанський район, Тернопільська область) — український військовик, поручник Карпатської Січі та УПА, командир тактичних відтинків УПА ТВ-19 «Камінець» та ТВ-25 «Закарпаття».

## Життєпис
Народився 8 (або 12) грудня 1912 у багатодітній сім'ї в місті Перечин (нині Закарпатська область, Україна). Його сестра Марія Кедюлич (Химинець) була заступником команданта «Жіночої Січі», а брат Панас загинув при обороні Карпатської України.
Був членом Пласту куреня ім. О. Вахнянина при Торговій академії (закінчив цей навчальний заклад) в місті Мукачево. У 1934 склав учительські іспити та отримав посаду управителя народної школи в селі Стужиця (тепер Великоберезнянський район). Тут він одружився з донькою місцевого лісника Євою Вудмаскою, активісткою «Просвіти» та аматоркою драматичної студії. У подружжя народилися сини Богдан і Остап.
Згодом служить у званні підпоручника в 36-му полку чехословацької армії. Вступає до лав ОУН та її проводу на Закарпатті.

### У Карпатській Січі та у Військових Відділах Націоналістів
З 1938 до 17 березня 1939 член Штабу Карпатської Січі. Комендант хустської сотні, проводив її вишкіл.
Після окупації Карпатської України угорською армією опинився в Австрії, де проходить влітку 1939 військові курси, організовані полковником Романом Сушком за програмою створення української армії. Після підготовки служив у Військових Відділах Націоналістів, брав участь у військовій кампанії проти Польщі у вересні 1939.
Згодом працює вчителем у селі Волосате на Лемківщині (тепер входить до гміни Літовищі Бещадського повіту в Польщі), але згодом був відкликаний до військової референтури ОУН.

### В похідній групі ОУН(м)
З початком радянсько-німецької війни учасник Похідних груп ОУН-м, входив до групи Олега Ольжича, яка сформувала українську поліцію в Житомирі. Згодом Іван Кедюлич перебрався до Києва, де спочатку брав участь у формуванні Київського куреня, а потім був призначений комендантом поліції київської округи.
Після масових арештів та розстрілів українських націоналістів, зокрема Олени Теліги та Івана Рогача, Кедюлич переїхав до Проскурова. Тут його заарештували гестапівці, але він втікає з в'язниці і переїжджає до Львова.

### Командир УПА
У Львові він зголосився до військової референтури ОУН, очолюваної генералом Миколою Капустянським та за його сприяння налагоджує зв'язки з бойовими сітками ОУН Крем'янеччини та Полісся.
З липня 1944 року — командир мельниківського повстанського загону ім. Павла Полуботка. У кінці серпня того ж року його підрозділ роззброїли та включили в курінь УПА під командуванням Мартина Мізерного-«Рена».
У січні 1945 призначений командиром 19-го Кам'янець-Подільського тактичного відтинку УПА. У липні 1945 призначений командиром 25-го тактичного відтинку «Закарпаття», однак посаду не встиг перейняти.

## Обставини загибелі
Загинув у бою з ротою 229-го батальйону НКВС та спецгрупою НКВС Соколова 1 серпня 1945 поблизу села Лісники Бережанського району Тернопільської області разом з «Гордієнком» (Яцишин Іван).
Похідна група, до якої мав приєднатися Іван Кедюлич, у серпні 1945-го готувалась у тростянецьких лісах. Її очолював командир Кость Гіммельрайх («Шелест», «Кий»). За планом, відділ передали командирові «Бондаренку» в лісі біля Слов'ятина. У рейді було майже двадцять вояків. Дорогу в Лісники їм показували зв'язкові.
На перемарш до Лісників пішло два дні. Повстанці прибули сюди серед ночі. Відпочивали на сінокосах між урочищами Спалена Соснина і Долина. За спогадами «Шелеста», не встигли й позасинати, як миттєво прокинулись від вибухів гранат і кулеметної стрілянини. Командир місцевої боївки доповів, що облавників дуже багато. Наступного дня, переконавшись, що криївка, у якій перебували І. Кедюлич та І. Яцишин, викрита і зруйнована, упівці вирішили продовжити рейд на Захід.
Посмертно Іван Кедюлич відзначений у Наказі КВШ УПА-Захід.

## Вшанування пам'яті
- Одна із вулиць міста Перечина носить назву «Братів Кедюличів», на честь Івана та його брата Панаса, який загинув від рук угорських окупантів, захищаючи Карпатську Україну.
- На честь Кедюлича названа вулиця у місті Хуст.
- У місті Ужгород вулицю Івана Павлова перейменували на вулицю Братів Кедюличів.[3]